# Neckar-Odenwald-Kreis
Der Neckar-Odenwald-Kreis ist ein Landkreis im Norden des Landes Baden-Württemberg. Er gehört zum Regierungsbezirk Karlsruhe (Nordbaden) und ist Teil der Metropolregion Rhein-Neckar. Er wurde 1973 im Zuge der Kreisreform Baden-Württemberg 1973 durch die Vereinigung der früheren Landkreise Buchen und Mosbach gebildet. Der Verwaltungssitz befindet sich in der Großen Kreisstadt Mosbach. Geografisch umfasst der Kreis weite Teile des südlichen Odenwaldes, des Neckartals sowie des Baulandes. Der nordöstliche Abschnitt mit Städten wie Buchen und Walldürn gehört historisch zum fränkischen Kulturraum. 

## Geographie

### Lage
Der Neckar-Odenwald-Kreis hat Anteil an drei unterschiedlichen Naturräumen: der Mittelgebirgslandschaft des Odenwaldes, dessen höchste Erhebung, der Katzenbuckel (626,8 m), an der westlichen Kreisgrenze liegt (Gemeinde Waldbrunn), dem sich südöstlich anschließenden Bauland sowie dem Neckartal, das das südwestliche Kreisgebiet von Heilbronn kommend nach Norden geologisch durchtrennt. Kurz nach Verlassen des Kreisgebiets fließt der Fluss nach Westen in Richtung Heidelberg/Mannheim weiter, um in Mannheim in den Rhein zu münden.
Geologisch gesehen bildet der Odenwald keine Einheit. Er unterteilt sich in den Kristallinen Odenwald, auch Vorderer Odenwald genannt und den Buntsandstein-Odenwald, der die weitaus größere Fläche einnimmt. Der rote Sandstein ist in allen historischen Gebäuden von Heidelberg über Amorbach bis nach Miltenberg zu finden. Landschaftsprägend im Buntsandstein-Gebirge ist das Neckartal, das den Kleinen Odenwald vom übrigen Odenwald trennt.
Die Landschaft des Baulandes im Südosten wird von Muschelkalkformationen geprägt. Da sich dort Bauern mutmaßlich früher ansiedelten, ist diese Gegend waldärmer.
Das größte Basaltvorkommen ist am Katzenbuckel zu finden. Seine Bergkuppe ist ein vulkanischer Härtling, der Überrest eines nicht mehr aktiven Vulkans.
Der ehemalige Landkreis Buchen mit den Städten und Gemeinden Buchen (Odenwald), Walldürn, Hardheim, Osterburken, Adelsheim, Mudau, Höpfingen, Ravenstein, Seckach und Rosenberg wird historisch zu Franken gezählt.
Dies ist bis heute auch ein Einzugsgebiet der Tageszeitung Fränkische Nachrichten.

### Nachbarkreise
Der Neckar-Odenwald-Kreis grenzt im Uhrzeigersinn im Nordwesten beginnend an den Odenwaldkreis (in Hessen), an den Landkreis Miltenberg (in Bayern) sowie an die Landkreise Main-Tauber-Kreis, Hohenlohekreis, Heilbronn und Rhein-Neckar-Kreis (alle in Baden-Württemberg).

### Naturschutz
Der Neckar-Odenwald-Kreis besitzt folgende 27 Naturschutzgebiete. Nach der Schutzgebietsstatistik der Landesanstalt für Umwelt, Messungen und Naturschutz Baden-Württemberg (LUBW) stehen 1.069,03 Hektar der Kreisfläche unter Naturschutz, das sind 0,95 Prozent.
1. Alte Ziegelei Höpfingen: 5,3 ha, Gemeinden Höpfingen und Hardheim
2. Auweinberge-Fuchsenloch: 30,3 ha; Stadt Mosbach und Gemeinde Neckarzimmern
3. Brünnbachtal: 132,2 ha; Stadt Adelsheim
4. Dallauer Tal: 103,0 ha; Gemeinde Elztal
5. Geisrain: 6,4 ha; Gemeinde Elztal
6. Hamberg: 13,6 ha; Stadt Mosbach
7. Henschelberg: 45,7 ha; Stadt Mosbach
8. Hinterer See: 5,8 ha; Gemeinden Aglasterhausen und Neunkirchen
9. Hochhausener Weinberge: 23,1 ha; Gemeinde Haßmersheim
10. Kirnautal: 87,0 ha; Stadt Osterburken und Gemeinde Rosenberg
11. Klingheumatte Schloßau: 6,5 ha; Gemeinde Mudau
12. Landschaft um den Heppenstein: 48,0 ha; Stadt Mosbach und Gemeinde Elztal
13. Lappen und Eiderbachgraben: 62,6 ha; Städte Buchen und Walldürn
14. Laubertal: 25,1 ha; Gemeinde Hardheim
15. Margaretenschlucht: 5,1 ha; Gemeinde Neckargerach
16. Neckarhochufer: 29,9 ha; Gemeinde Haßmersheim
17. Nüstenbachtal, Hessental und Masseldorn: 144,1 ha; Stadt Mosbach
18. Roberner See: 22,8 ha; Stadt Mosbach und Gemeinde Fahrenbach
19. Schönhelden: 10,1 ha; Gemeinde Rosenberg
20. Schreckberg: 16,3 ha; Stadt Mosbach
21. Schwanne-Wald: 12,5 ha; Gemeinden Limbach und Waldbrunn
22. Seckachtal: 61,5 ha; Stadt Buchen und Gemeinde Seckach
23. Unteres Heimental: 42,0 ha; Gemeinden Schefflenz und Elztal
24. Wacholderheide Wurmberg und Brücklein: 51,5 ha; Gemeinde Hardheim
25. Waldstetter Tal: 33,6 ha; Gemeinde Höpfingen
26. Wengert: 10,9 ha; Gemeinde Aglasterhausen
27. Zwerrenberg: 59,5 ha; Gemeinden Neunkirchen und Zwingenberg

## Geschichte
Im Rahmen einer Kreisreform in Baden-Württemberg wurde er zum 1. Januar 1973 unter dem Namen Odenwald-Kreis gebildet und zum 10. September 1974 in Neckar-Odenwald-Kreis umbenannt.
Das Gebiet des Neckar-Odenwald-Kreises stand bis zur territorialen Neuordnung Deutschlands Anfang des 19. Jahrhunderts im Wesentlichen unter drei verschiedenen Landeshoheiten: der Kurpfalz, des Kurfürstentums Mainz und des Hochstifts Würzburg. Daneben gab es in ihm auch noch kleinere fürstliche und reichsritterschaftliche Besitzungen. Nach der Zerschlagung der Kurpfalz und der Säkularisierung geistlicher Territorien im Zuge des Reichsdeputationshauptschlusses 1803 fielen die ehemals kurmainzischen und würzburgischen Gebiete sowie das pfälzische Oberamt Mosbach an die aus dem nordöstlichen Pfälzerwald stammenden Adelsfamilie der Leininger als Ersatz für ihre linksrheinischen Verluste. Unter badische Landeshoheit kamen Orte im Kleinen Odenwald und am Neckar. Die Rheinbundakte 1806 mediatisierte das kurzlebige Fürstentum Leiningen, das dem Großherzogtum Baden zugeschlagen wurde. Auch die Territorien der Fürsten zu Salm-Krautheim, der Fürsten und Grafen von Löwenstein-Wertheim sowie der Reichsritterschaften wurden schließlich badisch.
1809 gliederte die Regierung in Karlsruhe das Großherzogtum in zehn ihr unmittelbar unterstehende Kreise. Den Kreisen nachgeordnet waren die im gleichen Jahr eingerichteten landes- und standesherrlichen Bezirksämter. Das Gebiet des heutigen Landkreises teilten sich der Odenwälder Kreis und der Main- und Tauberkreis. Es gehörte nach Auflösung des nur kurzzeitig bestehenden Odenwälder Kreises zum Neckarkreis und zum (damaligen) Main-Tauber-Kreis. 1863 wurden die bisherigen Kreise aufgelöst und ihre Zuständigkeiten auf die Bezirksämter und auf das Ministerium des Inneren aufgeteilt. Die mit Wirkung zum 1. Oktober 1864 eingerichteten und mehrere Amtsbezirke umfassenden Kreisverbände waren Selbstverwaltungskörperschaften. Im Gebiet des Kreises Mosbach lagen die Amtsbezirke Adelsheim, Boxberg, Buchen, Eberbach, Mosbach, Walldürn, Tauberbischofsheim und Wertheim.
Die Kreisverbände blieben auch nach Ende des Großherzogtums Baden erhalten. Die Zahl der Amtsbezirke wurde jedoch verkleinert. Nach der Verwaltungsreform 1924/25 bestanden auf dem Gebiet des heutigen Neckar-Odenwald-Kreises die drei Bezirksämter Adelsheim, Buchen und Mosbach, bis auch 1936 das Bezirksamt Adelsheim aufgehoben wurde und dessen Gebiet im Amtsbezirk Buchen aufging. Mit der badischen Landkreisordnung von 1939 erfolgte die Auflösung der Kreisverbände. Die Bezirksämter als untere staatliche Verwaltungsbehörden mit ihren bereits ab 1938 als „Landkreise“ bezeichneten Amtsbezirken wurden gleichzeitig Selbstverwaltungskörperschaften. Von 1939 bis 1972 bestanden die zwei Landkreise Mosbach und Buchen.
Im Zuge der Kreisreform 1973 und der sie begleitenden Gemeindereform wurden aus 67 Gemeinden des Landkreises Buchen und 53 Gemeinden des Landkreises Mosbach 27 zumeist vergrößerte Kommunen im badischen Odenwaldkreis gebildet. Einige Gemeinden der alten Landkreise wurden in die Nachbarlandkreise eingegliedert. So kam vom ehemaligen Landkreis Mosbach die Gemeinde Lindach zum Rhein-Neckar-Kreis, die Gemeinden Heinsheim, Neudenau, Herbolzheim, Stein am Kocher, Ruchsen, Korb und Unterkessach zum Landkreis Heilbronn. Der ehemalige Landkreis Buchen gab Krautheim, Winzenhofen, Gommersdorf, Klepsau, Horrenbach, Neunstetten und Oberndorf an den Hohenlohekreis ab. Schillingstadt, Berolzheim, Hohenstadt, Eubigheim und Buch am Ahorn gingen an den Main-Tauber-Kreis. Da es mit dem hessischen Odenwaldkreis zu Verwechslungen kommen konnte, wurde der neue Landkreis zum 10. September 1974 in Neckar-Odenwald-Kreis umbenannt.
Um den zukünftigen Kreissitz gab es ein heftiges Tauziehen. Am 23. Juli 1971 entschied sich der Landtag mit 60 zu 40 Stimmen bei 13 Enthaltungen für Mosbach, das zum 1. Juli 1976 Große Kreisstadt wurde und bis heute, gefolgt von der Stadt Buchen, die einwohnerstärkste Kommune im Landkreis ist. Weitere Städte sind Adelsheim, Osterburken, Ravenstein und Walldürn. Zwingenberg am Neckar ist die kleinste Gemeinde des Landkreises.
Im Mittelalter gehörte das heutige Kreisgebiet zum fränkischen Gau Wingarteiba. Für die an Bildstöcken reiche Region zwischen Main, Tauber und Neckar prägte der Heimatschriftsteller Hermann Eris Busse den Namen „Madonnenländchen“. Besonders das Gebiet des ehemaligen Landkreises Buchen, das bis Anfang des 19. Jahrhunderts zu den Fürstbistümern Mainz und Würzburg gehörte, war zu einem Zentrum der Marienverehrung geworden. Der frühere Landkreis Mosbach wurde stärker vom Protestantismus geprägt. Der Landstrich zwischen Neckar und Tauber wird seit dem 19. Jahrhundert umgangssprachlich auch „Badisch Sibirien“ genannt. Die ursprünglich abwertende Fremdbezeichnung, die sich aus dem Blick von der Karlsruher Residenz auf das nordostbadische Hinterland ergab, hat mittlerweile seine Bedeutung verloren und wird nur noch humorvoll und selbstbewusst im Sinne einer eigenen regionalen Identität gebraucht.

## Einwohnerentwicklung

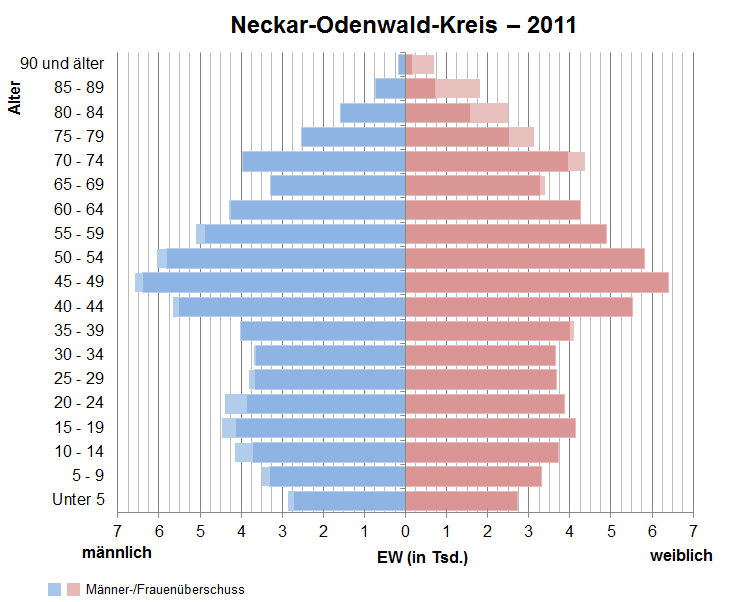
Bevölkerungspyramide für den Neckar-Odenwald-Kreis (Datenquelle: Zensus 2011.)

Die Einwohnerzahlen sind Volkszählungsergebnisse (¹) oder amtliche Fortschreibungen des Statistischen Landesamts Baden-Württemberg (nur Hauptwohnsitze).
| Datum             | Einwohner |
| ----------------- | --------- |
| 31. Dezember 1973 | 132.673   |
| 31. Dezember 1975 | 131.159   |
| 31. Dezember 1980 | 129.735   |
| 31. Dezember 1985 | 128.675   |
| 25. Mai 1987¹     | 130.656   |
| 31. Dezember 1990 | 138.525   |

| Datum             | Einwohner |
| ----------------- | --------- |
| 31. Dezember 1995 | 146.782   |
| 31. Dezember 2000 | 149.424   |
| 31. Dezember 2005 | 150.628   |
| 31. Dezember 2010 | 147.006   |
| 31. Dezember 2015 | 142.936   |
| 31. Dezember 2020 | 143.797   |

## Politik
Der Landkreis wird vom Landrat verwaltet.

### Kreistag
Der Kreistag des Neckar-Odenwald-Kreises hat 42 Sitze, dazu kommen häufig Ausgleichssitze. Die Mitglieder werden von den Wahlberechtigten im Landkreis auf fünf Jahre gewählt, jeweils gleichzeitig mit den Gemeinderatswahlen.
| Kreistagswahl Neckar-Odenwald-Kreis 2024Wahlbeteiligung: 61,9 % 403020100 34,2 %21,6 %20,2 %13,8 %8,2 %2,0 %keine % CDUFWSPDAfDGrüneFDPSonst.Gewinne und Verlusteim Vergleich zu 2019 %p 8 6 4 2 0 −2 −4 −6−0,9 %p+0,2 %p+0,1 %p+7,1 %p−4,5 %p−1,0 %p−1,1 %pCDUFWSPDAfDGrüneFDPSonst. | Sitzverteilung im Kreistag Neckar-Odenwaldkreis seit 2024Insgesamt 47 Sitze - SPD: 9 - Grüne: 4 - FW: 10 - FDP: 1 - CDU: 16 - AfD: 7 |

### Landrat

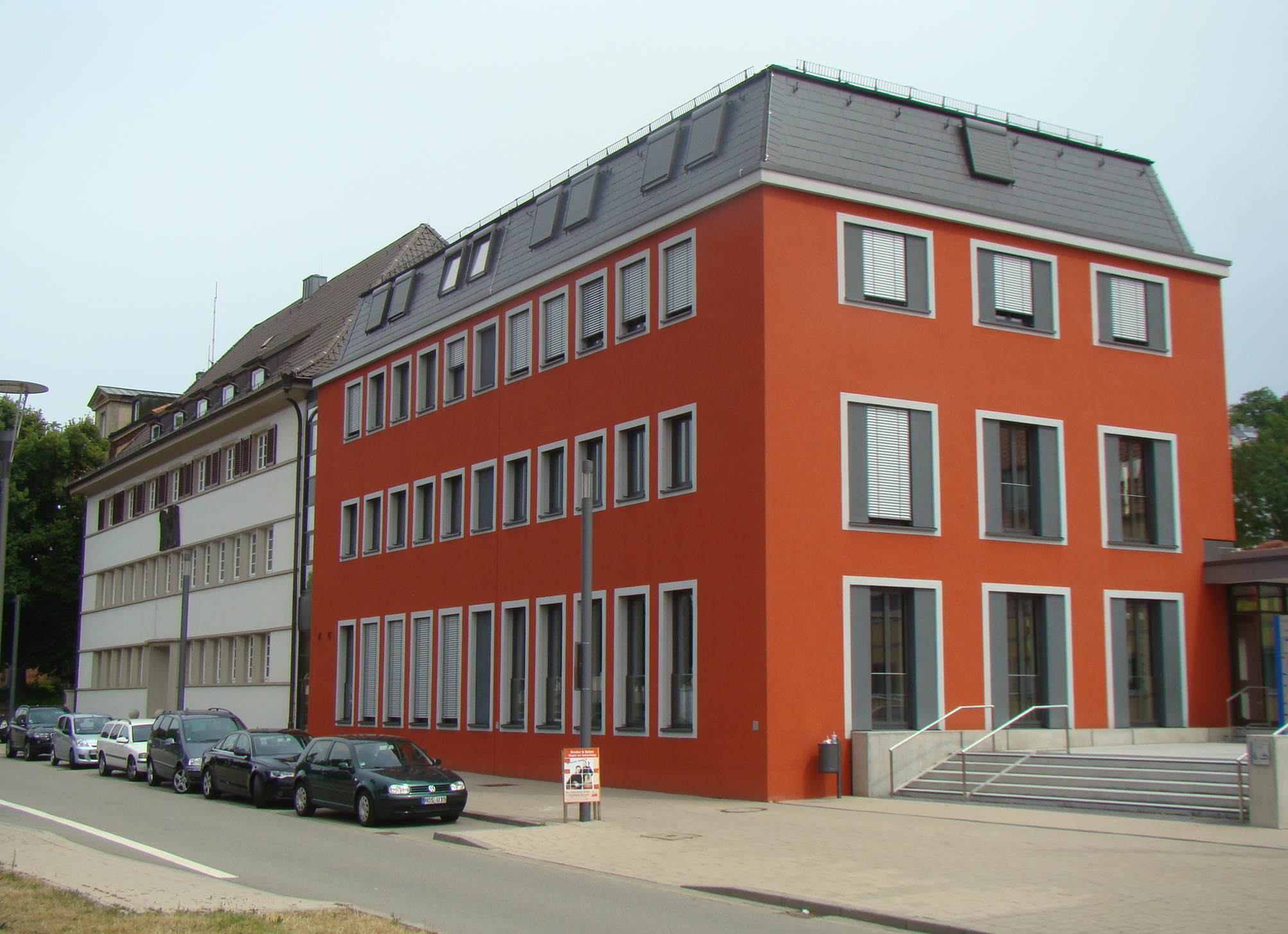
Landratsamt des Neckar-Odenwald-Kreises in Mosbach

Der Landrat wird vom Kreistag für eine Amtszeit von acht Jahren gewählt. Dieser ist gesetzlicher Vertreter und Repräsentant des Landkreises sowie Vorsitzender des Kreistags und seiner Ausschüsse. Er leitet das Landratsamt und ist Beamter des Kreises.
Zu seinem Aufgabengebiet zählen die Vorbereitung der Kreistagssitzungen sowie seiner Ausschüsse. Er beruft Sitzungen ein, leitet diese und vollzieht die dort gefassten Beschlüsse. In den Gremien hat er kein Stimmrecht. Lediglich in beschließenden Ausschüssen darf der Landrat in Vorberatungen abstimmen. Sein Stellvertreter ist der Erste Landesbeamte.
Die Landräte des Neckar-Odenwald-Kreises seit 1973:
| Amtszeit  | Name                          |
| --------- | ----------------------------- |
| 1973–1981 | Hugo Geisert                  |
| 1981–1997 | Gerhard Pfreundschuh          |
| 1997–2005 | Detlef Piepenburg (parteilos) |
| seit 2005 | Achim Brötel (CDU)            |

### Wappen und Flagge
Blasonierung: gespalten: vorne Silber und Blau schräggerautet, hinten in Rot ein sechsspeichiges silbernes Rad (Wappen-Verleihung am 5. November 1975)
Bedeutung: Die Wappenbilder sind das Mainzer Rad des ehemaligen Erzstifts Mainz und die kurpfälzischen Rauten. Diese Herrschaften teilten sich das überwiegende Kreisgebiet bis Anfang des 19. Jahrhunderts, bevor es an Baden fiel.
Die Flaggenfarben des Neckar-Odenwald-Kreises sind Weiß-Blau.

### Kreispartnerschaften
Der Neckar-Odenwald-Kreis begründete 1991 eine Partnerschaft mit dem damaligen Landkreis Löbau, der später in den Landkreis Löbau-Zittau aufgegangen ist. Heute besteht die Kreispartnerschaft mit dem nach einer weiteren Verwaltungsreform gegründeten Landkreis Görlitz fort. Seit 1997 besteht eine weitere Kreispartnerschaft mit dem Komitat Vas in Ungarn.

## Wirtschaft und Infrastruktur

### Daten und Fakten

#### Einkommen, statistisch betrachtet
Das Jahreseinkommen pro Einwohner liegt statistisch bei 16.929 Euro (2004, ergab im Durchschnitt ca. 1.400 im Monat). Im Nachbarkreis Rhein-Neckar-Kreis bei 19.347 Euro. Baden-Württembergischer Durchschnitt sind 19.233 Euro.
(Zahlen des Statistischen Landesamtes Baden-Württemberg)

#### Flächennutzung
Die folgende Flächenübersicht zeigt, dass das Landschaftsbild des Neckar-Odenwald-Kreises überwiegend durch die Wald- und Landwirtschaft geprägt wird:
| Nutzungsart                   | Fläche in ha | Fläche in % |
| ----------------------------- | ------------ | ----------- |
| Siedlungs- und Verkehrsfläche | 12.061       | 10,71       |
| Landwirtschaftsfläche         | 51.669       | 45,88       |
| Waldfläche                    | 47.443       | 42,12       |
| Wasserfläche                  | 00.761       | 00,68       |
| Übrige Nutzungsarten          | 00.658       | 00,58       |
| Bodenfläche insgesamt         | 112.6250     | 100,000     |

### Landwirtschaft im Neckar-Odenwald-Kreis
Von ca. 47.000 ha Landwirtschaftsfläche werden 35.000 ha oder 75 % ackerbaulich genutzt.
Der Anteil der Ackerflächen liegt deutlich über dem Landesdurchschnitt von gut 60 %. Insbesondere das Bauland ist eine Ackerbauregion. Im nordwestlich gelegenen Odenwald ist dagegen mehr Wald und auch mehr Grünland zu finden.
Mehr als die Hälfte der Feldfrüchte ist Getreide, jeweils rund 11 % entfallen auf Raps und Silomais. Mit Ausnahme von ca. 1.000 ha Weihnachtsbaumkulturen spielen Sonderkulturen kaum eine Rolle.
Bemerkenswert ist der Umfang an Blühmischungen von über 2.500 ha; deutlich mehr als in jedem anderen Landkreis. Diese bunte Vielfalt ist zusammen mit der reich strukturierten Landschaft auch touristisch ein Aushängeschild für den Landkreis.
Eine weitere Besonderheit in der Region ist der Grünkern. Bereits vor über 100 Jahren wurde diese Spezialität hier produziert. Dabei handelt es sich um Dinkel, der im unreifen Zustand geerntet und dann gedarrt, also getrocknet wird. Dabei erhält er sein rauchiges Aroma.
Die Europäische Kommission hat den „Fränkischen Grünkern“ 2015 in die Liste der Lebensmittel mit geschützter Ursprungsbezeichnung (g.U.) aufgenommen.
Die Tierhaltung ist insgesamt unterdurchschnittlich mit Schwerpunkt in der Milchviehhaltung.
Die Betriebsgröße der etwa 990 Haupt- und Nebenerwerbsbetriebe lag 2019 mit knapp 48 ha deutlich über dem Landesdurchschnitt von ca. 33 ha je Betrieb.
Der Anteil der Bio-Betriebe lag 2019 bei 6 % und der Flächenanteil bei 7,3 % und somit unter dem Landesdurchschnitt von ca. 9 % bzw. 11 %. Seit 2019 ist der NOK Bio-Musterregion, mit der Zielsetzung den ökologischen Landbau deutlich zu stärken.

### Bio-Musterregion Neckar-Odenwald
Der NOK ist seit 2019 eine von inzwischen 14 Bio-Musterregionen in Baden-Württemberg. Die Bio-Musterregionen sind Teil des Aktionsplans Bio aus Baden-Württemberg. In diesen Regionen fördert das Ministerium für Ernährung, ländlichen Raum und Verbraucherschutz ein Regionalmanagement mit dem Ziel, Bio entlang der gesamten Wertschöpfungskette voranzubringen.
Der Anteil der Bio-Betriebe liegt im NOK noch unter dem Landesdurchschnitt. Umstellungsberatung und Einblicke in die praktische Arbeit von Bio-Betrieben bei Bauer-zu-Bauer-Gesprächen erleichtern die Umstellung auf ökologische Wirtschaftsweise. In der Vermarktung von regionalen Bio-Produkten wurden durch die BMR bereits Impulse beim Verkauf über Automaten (BioMarktScheune in Dallau) und im LEH gesetzt. Großes Potential für den Absatz von Bio-Produkten liegt in der Gemeinschaftsverpflegung. Mehrere Großküchen im NOK sind mittlerweile bio-zertifiziert und verarbeiten soweit möglich regionale Bio-Produkte. Bei Kochkursen und anderen Veranstaltungen der BMR kommen Verbraucher, Bio-Landwirte und Verarbeiter ins Gespräch und tauschen sich aus über die Vorteile von heimischen Bio-Produkten hinsichtlich Umwelt, Biodiversität und Klima.
Mehr Bio-Weihnachtsbäume aus dem NOK, das ist ein weiteres Ziel der Biomusterregion Neckar-Odenwald. Es gibt in der Region rund 1000 ha Weihnachtsbaumkulturen, davon sind bislang nur einige Hektar bio-zertifiziert.

### Ansässige Unternehmen
Der Wirtschaftsstandort Neckar-Odenwald-Kreis bietet insgesamt rund 40.000 Arbeitsplätze. Neben der Bundeswehr an den Standorten Hardheim, Neckarzimmern und Walldürn gehören zu den größten Arbeitgebern im Neckar-Odenwald-Kreis:
- Die Johannes-Diakonie Mosbach mit insgesamt rund 2600 Mitarbeitern betreut und begleitet etwa 3200 Menschen mit Behinderung an mehr als 30 Standorten in verschiedenen badischen Städten und Gemeinden. Die vielfältigen Angebote konzentrieren sich dabei auf die Johannes-Diakonie Mosbach und den Schwarzacher Hof.
- Das Landratsamt Neckar-Odenwald-Kreis ist nach der Verwaltungsreform zum 1. Januar 2005 auf rund 900 Beschäftigte angewachsen und gehört damit ebenfalls zu den größten Arbeitgebern des Landkreises.
- Das Braun-Werk (Scherfolienrasierer, Epiliergeräte und IR-Ohrthermometer) in Walldürn dient als Produktionsstätte für den gesamten Rasiererbereich des Unternehmens und beschäftigt ca. 1100 Mitarbeiter.

Weitere Weltunternehmen wie die Getrag (Getriebebau, Rosenberg), Honeywell International (Armaturen, Mosbach), die Fibro (Normalien, Haßmersheim) haben Standorte im Neckar-Odenwald-Kreis. Der Fruchtsafthersteller Erwin Dietz GmbH (Marke: Dietz Fruchtsäfte) mit Produktion, Lager und Verwaltung in Osterburken, gehört unter dem Karlsberg-Verbund zu den größten Getränkeherstellern Deutschlands.
Besonders stark sind mittelständische Unternehmen vertreten, die in ihrem Bereich oft Weltmarktführer sind: Unternehmen wie die AZO GmbH (Automatisierte Zuführsysteme zum Rohstoffhandling) und die Fa. Bleichert (Förderanlagen) in Osterburken, die Maschinenfabrik Gustav Eirich und die Grammer Interior Components GmbH in Hardheim, die Fa. Mosca (Verpackungsmaschinen) in Waldbrunn, KWM Weishaar (Blechbearbeitung für die Druckmaschinen- und Computerindustrie, Klima und Reinraumtechnik, Automobilindustrie, den Maschinen- und Schienenfahrzeugbau) und MAG Hüller Hille in Mosbach sowie die Scheuermann & Heilig GmbH (Präzisionsteile in den Bereichen Federn-, Stanz-, Biege- und Montagetechnik) in Buchen gehören mit jeweils mehreren Hundert Beschäftigten ebenfalls zu den größten Arbeitgebern im Landkreis.

### Fairtrade-Landkreis Neckar-Odenwald-Kreis
Der Neckar-Odenwald-Kreis ist seit dem 24. September 2020 offiziell als Fairtrade-Landkreis zertifiziert. Die Fairtrade-Towns Kampagne „Fair und Regional“ vernetzt die lokalen Initiativen im Landkreis und setzt ein besonderes Zeichen für eine nachhaltige Kreisentwicklung. Dabei stellt der Faire Handel eine Ergänzung zur Regionalvermarktung dar, die fester Bestandteil der „Fair und Regional“-Kampagne ist. Hierdurch werden sowohl fair gehandelte als auch regionale Produkte entsprechend gefördert.
Ziele der Kampagne „Fair und Regional“ sind v. a. die Stärkung des fairen, regionalen und nachhaltigen Engagements im Kreis, bestehende Aktivitäten zum fairen und regionalen Handel zu bündeln und zugleich Anstöße für neue Projekte zu geben. Dabei übernimmt der Landkreis soziale Verantwortung und positioniert sich als innovativer und weltoffener Landkreis mit Vorbildcharakter, der Impulse für das Thema nachhaltige Beschaffung setzt.
Mithilfe der Kampagne erhalten die Bevölkerung sowie die ansässigen Unternehmen einen breiten Zugang zu fair und regional gehandelten Produkten. Auch zivilgesellschaftliche Bildung und Engagement zur Entwicklung des fairen und regionalen Handels in allen Gesellschafts- und Lebensbereichen werden intensiviert.
Derzeit engagieren sich bereits über 100 Kooperationspartner aktiv im Fairtrade-Landkreis im Rahmen der „Fair und Regional“-Kampagne mit zahlreichen Aktionen über das ganze Jahr hinweg.

### Medizin(er)-Netzwerk des Neckar-Odenwald-Kreises
Mit dem Medizin(er)-Netzwerk „WIR FÜR MEDIZIN(ER)“ unterstützt der Neckar-Odenwald-Kreis (angehende) Medizinerinnen und Mediziner in Bezug auf Studium, Weiterbildung und Niederlassung sowie Vernetzung miteinander.
Durch vielfältige Angebote wie dem Landarzt-Stipendium, Förderungen während praktischen Studienanteilen, einem Semesterferienstammtisch sowie individueller Beratung, erhalten bereits Medizinstudierende umfassende Unterstützung vom Landkreis für ein sorgenfreies Studium.
Das Landarzt-Stipendium wird jährlich an Humanmedizinstudierende vergeben und ist unabhängig von der späteren Facharztrichtung. Der Weiterbildungsverbund Allgemeinmedizin ermöglicht Ärztinnen und Ärzten die Facharztweiterbildung in Gänze im Neckar-Odenwald-Kreis zu absolvieren. An einer Niederlassung interessierte Ärztinnen und Ärzte werden ebenfalls vom Landkreis beraten und unterstützt.

### Interkommunale Gewerbegebiete

Interkommunale Gewerbegebiete im Neckar-Odenwald-Kreis

Vier Interkommunale Gewerbegebiete im Neckar-Odenwald-Kreis bieten über 130 Hektar großzügige Gewerbeflächen für Industrie, Dienstleister und Handwerker – Der Regionale Industriepark Osterburken (RIO), der Verbands-Industriepark Walldürn (VIP), das Interkommunale Gewerbegebiet Odenwald bei Buchen (IGO) und das Interkommunale Gewerbegebiet Elz-Neckar in Obrigheim (TECH.N.O.).
Die Wirtschaftsförderungsgesellschaft des Neckar-Odenwald-Kreises (WiNO) berät, fördert, unterstützt bei allen Fragen der Ansiedlung oder Betriebserweiterung. Die WiNO wird vom Landkreis getragen.

### Energieagentur Neckar Odenwald Kreis (EAN)
Die gemeinnützige Energieagentur Neckar Odenwald Kreis GmbH wurde Anfang 2008 zunächst mit Sitz in Mosbach gegründet. Anfang 2010 wurde der Sitz aus Synergiegründen nach Buchen in das Gebäude der Abfallwirtschaftsgesellschaft AWN verlegt. Dort war auch die Bioenergieregion Hohenlohe, Odenwald, Tauber (HOT) und der Biogaspark NOK ansässig. Gesellschafter waren anfangs der Neckar-Odenwald-Kreis mit 51 % und die Wirtschaftsförderungsgesellschaft des NOK mbh (WiNO) mit 49 % Anteil. Seit Beginn 2012 war der Neckar-Odenwald-Kreis der alleinige Gesellschafter der EAN. Mitte 2014 wurde die EAN als GmbH aufgelöst und das Geschäftsfeld in die Energie Neckar Odenwald GmbH (ENO) integriert, welche ebenfalls eine 100%ige Tochtergesellschaft der AWN ist.
Gegenstand des Unternehmens ist die Förderung des rationellen Energieeinsatzes und Energieeffizienzmaßnahmen sowie die verstärkte Nutzung von emissionsarmen Energieträgern und regenerativen Energien im privaten, gewerblichen und öffentlichen Bereich. Sie erfüllt eine öffentliche Aufgabe und steht im Neckar-Odenwald-Kreis nicht im Wettbewerb mit anderen Gesellschaften.
Die EAN ist Ansprechpartner für alle, die sich für Energieeffizienz, energetischer Modernisierung oder erneuerbare Energien interessieren. In konstruktiver Zusammenarbeit mit Partnern leistet die EAN durch gezielte Öffentlichkeitsarbeit, mit Veranstaltungen und Aktionen dahingehend Überzeugungsarbeit, dass sich energetische Maßnahmen lohnen. Zum Service gehört auch, dass Finanzierungs- und Zuschussmöglichkeiten aufgezeigt werden.

### Elektromobilität
Im Neckar-Odenwald-Kreis gab es Stand Februar 2023 insgesamt 120 Ladepunkte für Elektrofahrzeuge. Darin enthalten sind 102 Normalladepunkte und 18 Schnellladepunkte (Quelle: Bundesnetzagentur).
Die Anzahl der Ladestationen wird kontinuierlich erweitert, um den benötigten Ausbau der Elektromobilität zu beschleunigen.
Um den Ausbau öffentlicher Ladepunkte auch im Kreisgebiet voranzubringen, soll ein kreisweites Ladeinfrastrukturkonzept erarbeitet werden.
Eine Koordinationsstelle für Elektromobilität ist im Neckar-Odenwald-Kreis eingerichtet.

### Medien
Als Tageszeitungen erscheinen im Neckar-Odenwald-Kreis Kopfblätter (Mosbacher Nachrichten und Nordbadische Nachrichten im Raum Buchen) der in Heidelberg ansässigen Rhein-Neckar-Zeitung (RNZ) sowie die Lokalausgabe Buchen/Walldürn der Fränkischen Nachrichten (FN, Kopfblatt des Mannheimer Morgens). Geschäftsstellen der RNZ sind in Mosbach, Buchen und Walldürn zu finden. Seit dem 1. Juni 2006 gibt es alle Lokalausgaben der RNZ auch als E-Paper-Ausgabe.
Die Geschäftsstellen der Fränkischen Nachrichten im Neckar-Odenwald-Kreis befinden sich in Buchen und Walldürn.
Seit November 2009 berichtet Nokzeit – eine privat und ehrenamtlich betriebene Internet-Zeitung – aus dem Neckar-Odenwald-Kreis und den angrenzenden Gebieten.
Der Südwestrundfunk (SWR) unterhält an den Standorten Buchen und Mosbach ein Korrespondentenbüro, das zum Odenwaldbüro zusammengefasst ist. Ein Korrespondent berichtet über Land und Leute – nicht nur in SWR 4 Kurpfalz Radio.
In Donebach betrieb die Media Broadcast GmbH den Sender Donebach, einen Langwellensender, ehemals zur bundesweiten Verbreitung des Deutschlandfunks auf 153 kHz. Die beiden Sendetürme waren nach dem Berliner Fernsehturm die zweithöchsten Bauwerke Deutschlands. Der Sendebetrieb wurde am 31. Dezember 2014 eingestellt. Die Sprengung der Türme wurde am 2. März 2018 durchgeführt.
Die Kreismedienzentren in Mosbach und Buchen verleihen an Lehrende und Multiplikatoren (Schulen, Kindergärten, Kirchen und Vereine) traditionelle Medien wie 16-mm-Filme, Dias und Videos sowie elektronische Medien wie z. B. DVD-Filme und CD-Roms. Träger der Kreismedienzentren ist der Neckar-Odenwald-Kreis.

### Verkehr

#### Straßenverkehr
Das Kreisgebiet wird lediglich am äußersten Südosten von der A 81 Stuttgart–Würzburg berührt, durch die der Landkreis in das europäische Wegenetz eingebunden ist. Ansonsten erschließen folgende Bundesstraßen und mehrere Landes- und Kreisstraßen das Kreisgebiet.
- B27 Heilbronn – Mosbach – Tauberbischofsheim
- B37 Heidelberg – Mosbach
- B47 Walldürn – Amorbach – Erbach
- B292 Sinsheim – Mosbach – Osterburken

#### Schienenverkehr und ÖPNV
Der Neckar-Odenwald-Kreis liegt im Geltungsbereich des Verkehrsverbundes Rhein-Neckar (VRN). Bei der Benutzung der im öffentlichen Personennahverkehr eingesetzten Busse und Bahnen gelten die Tarifbestimmungen des VRN. Im Übergangsbereich zu den benachbarten Landkreisen Heilbronn und Hohenlohekreis werden tarifliche Regelungen des Verkehrsverbundes Heilbronner-Hohenloher-Haller Nahverkehr anerkannt.
Das im Linien- und Bahnverkehr erbrachte Fahrplanangebot wird durch vom Neckar-Odenwald-Kreis eingerichtete Ruftaxen ergänzt.

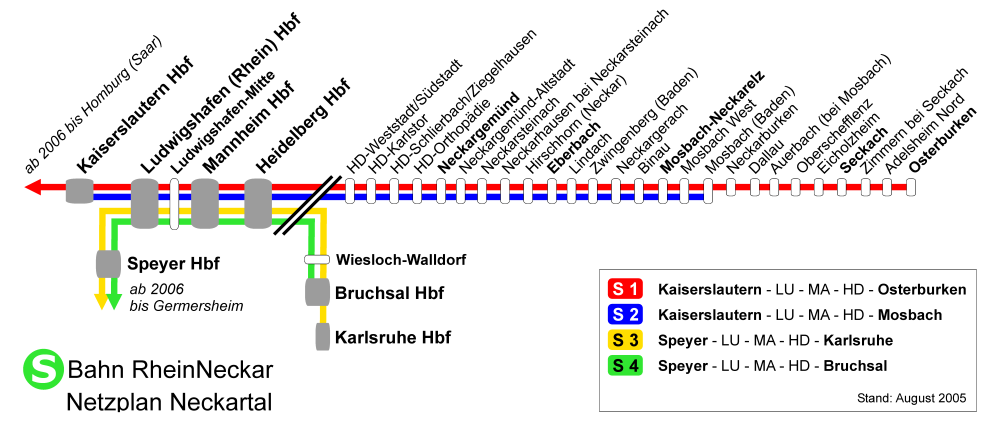
Netzplan der S-Bahn RheinNeckar

Wichtige Eisenbahnknotenpunkte im Kreisgebiet sind Mosbach-Neckarelz, Seckach und Osterburken. Die Linie S1 der S-Bahn RheinNeckar fährt seit 2003 stündlich über die Neckartalbahn und die Bahnstrecke Neckarelz–Osterburken von Homburg über Heidelberg, Neckarelz und Seckach nach Osterburken. Dort besteht über die Frankenbahn Anschluss in Richtung Würzburg und Stuttgart.
Ab Seckach führt die Madonnenlandbahn über Buchen und Walldürn ins bayrische Miltenberg. In südlicher Verlängerung der Neckartalbahn von Mosbach-Neckarelz wird außerdem der Eisenbahnknoten Bad Friedrichshall Hauptbahnhof erreicht.

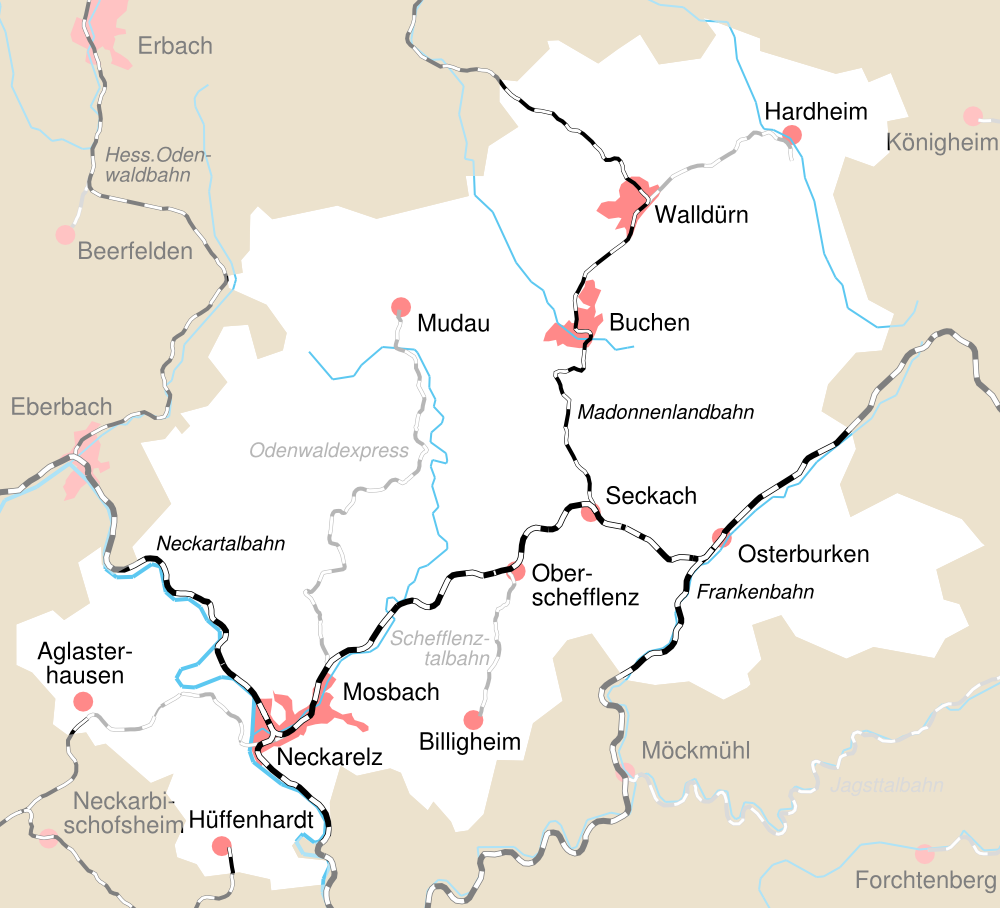
Bahnstreckennetz

Den Neckar-Odenwald-Kreis durchzog ab 1862 zunächst als Ost-West-Verbindung die Odenwaldbahn der Badischen Staatsbahn von Heidelberg über Meckesheim und Neckarelz bis Mosbach, die 1866 über Osterburken in Richtung Würzburg fortgesetzt wurde. Von Südwesten her von Richtung Heilbronn erreichte 1869 auch die Württembergische Staatsbahn den Bahnhof Osterburken über die Untere Jagstbahn. Der Weg entlang des Neckars wurde von der Badischen Staatsbahn erst ab 1879 durch die Neckartalbahn Neckargemünd–Neckarelz–Jagstfeld genutzt, da entlang des Neckars auch hessisches Territorium befahren werden musste.
Buchen und Walldürn erhielten 1887 durch die Madonnenlandbahn von Seckach her einen Anschluss, der 1899 bis ins bayerische Miltenberg verlängert wurde. Dazu kam 1911 noch die Abzweigung Walldürn–Hardheim. Im Odenwald wurde 1905 eine Schmalspurbahn von Mosbach nach Mudau durch das Großherzogtum Baden erbaut, der so genannte Odenwaldexpress. Dieser wurde jedoch jahrzehntelang von der Firma Vering & Waechter betrieben, bis 1931 die Deutsche Reichsbahn an ihre Stelle trat. Vering & Waechter nahm 1908 auch die Schefflenztalbahn zwischen Oberschefflenz und Billigheim in Betrieb. Die Gemeinde Hüffenhardt ist Endpunkt der Krebsbachtalbahn von Neckarbischofsheim, die 1902 durch die Badische Lokal-Eisenbahnen AG erstellt wurde und die seit August 2009 ohne regelmäßigen Verkehr ist.
60 Kilometer Bahnstrecke wurden im Personenverkehr stillgelegt:
- 1945: Obrigheim–Neckarelz (5 km)
- 1954: Walldürn–Hardheim (10 km)
- 1965: Oberschefflenz–Billigheim (9 km)
- 1971: Aglasterhausen–Obrigheim (8 km)
- 1973: Mosbach–Mudau (28 km in Meterspur)
- 2009: Neckarbischofsheim–Hüffenhardt (1 km)

99 Kilometer sind noch in Betrieb.

#### Radverkehr
Durch den Landkreis führen als Alltagsrouten aus dem Radnetz Baden-Württemberg:
- Von Eberbach kommend über Neckargerach, Mosbach (Stadtteil Neckarelz) und Haßmersheim Richtung Bad Friedrichshall
- Von Waibstadt kommend über Mosbach (Neckarelz und Kernstadt), Adelsheim und Osterburken Richtung Lauda-Königshofen
- Von Tauberbischofsheim kommend über Walldürn, Buchen und Adelsheim Richtung Möckmühl
- Von Miltenberg und Amorbach kommend nach Walldürn.

Zudem bestehen als touristische Landes-Radfernwege:
- Der Neckartal-Radweg führt von Villingen-Schwenningen nach Mannheim
- Der Odenwald-Madonnen-Radweg beginnt in Tauberbischofsheim und führt über Walldürn, Mudau, Mosbach und Heidelberg nach Speyer. Der Abschnitt zwischen Mudau und Mosbach verläuft weitgehend auf einer ehemaligen Bahnlinie (Wanderbahn).

### Tourismus
Alle Städte und Gemeinden im Neckar-Odenwald-Kreis sind Mitglied der am 22. Juli 1998 gegründeten Touristikgemeinschaft Odenwald e. V. (TGO), die ihren Sitz im Landratsamt in Mosbach hat.

#### Unterkünfte
Der Neckar-Odenwald-Kreis bietet in den verschiedensten Beherbergungsstätten nahezu 5500 Unterkünfte. Zu den herkömmlichen rund 80 Hotels, Gasthöfen und Pensionen stehen im Feriendorf Waldbrunn unmittelbar am Katzenbuckel insgesamt 193 Ferienhäuser auf einer Fläche von 16 ha zur Verfügung. Neben Kultur- und Wohlfühlangeboten ist in der Ferienregion Odenwald auch der Urlaub auf dem Bauernhof möglich.
Die Jugendherbergen in Mosbach-Neckarelz und Walldürn bieten Quartier für 140 bzw. 102 Gäste. Einen Urlaub in freier Natur für bis zu 1500 Personen bieten die acht Camping- und Wohnmobilstellplätze.

#### Campingplätze
Ob inmitten des Odenwaldes oder direkt am Neckar – Campingplätze stehen in Binau (Fortuna Camping am Neckar), Obrigheim (Waldcamping Germania), Neckargerach (Zur alten Fähre), Limbach-Krumbach (Odenwald-Camping Grimm OHG) und in Neckarzimmern (Cimbria M. Gerz) sowie Wohnmobilstellplätze in Buchen, Hardheim, Mosbach, Neunkirchen, Osterburken, Schwarzach und Walldürn zur Verfügung.

### Gesundheitseinrichtungen
Die medizinische Grundversorgung im Neckar-Odenwald-Kreis wird durch die Neckar-Odenwald-Kliniken, das Krankenhaus Hardheim und das Geriatriezentrum St. Josef Walldürn sichergestellt. Die Neckar-Odenwald-Kliniken umfassen die Gesundheitseinrichtungen, die sich in der Trägerschaft des Landkreises Neckar-Odenwald befinden. Im Einzelnen sind dies die bisher als Regiebetrieb geführten Kreiskrankenhäuser in Buchen und Mosbach, die Geriatrische Rehabilitationseinrichtung Mosbach und das Kreisaltersheim Hüffenhardt. Diese Einrichtungen wurden zum 11. Juli 2007 in eine gemeinnützige GmbH umgegründet und zusammengefasst. Die Neckar-Odenwald-Kliniken gGmbH befindet sich weiterhin in 100-prozentiger Trägerschaft des Landkreises.
Das Krankenhaus Hardheim und das Geriatriezentrum St. Josef werden von einem Krankenhaus-Zweckverband betrieben, dem Hardheim, Höpfingen, Walldürn und aus dem benachbarten Main-Tauber-Kreis Königheim und Külsheim angehören.
Die Notfallversorgung wird durch den DRK Kreisverband Mosbach e. V., sowie durch den Malteser-Hilfdienst sichergestellt. Rund um die Uhr besetzte Rettungswachen in Buchen (Odenwald), Hardheim, Osterburken, Mosbach und Obrigheim-Mörtelstein, sowie eine unter der Woche tagsüber besetzte Rettungswache in Oberneudorf stellen die gesetzlich festgelegte Hilfsfrist von 15 Minuten sicher. Ergänzt wird die Notfallrettung im Kreis durch zahlreiche Helfer-vor-Ort Systeme der DRK Kreisverbände Buchen und Mosbach.

### Senioreneinrichtungen
Der Neckar-Odenwald-Kreis verfügt über ein vielfältiges Angebot für alle Interessen, Bedürfnisse und Lebenslagen von Senioren.
Der Seniorenratgeber, der vor allem beim Landratsamt, in den Gemeindeverwaltungen sowie bei den Wohlfahrtsverbänden erhältlich ist, bietet wertvolle Hinweise und nennt wichtige Ansprechpartner in folgenden Bereichen:
- Wohnformen, Wohnangebote und Wohnberatung
- allgemeine soziale und pflegerische Beratung
- medizinisch-therapeutische Versorgung
- ambulante, soziale, pflegerische, hauswirtschaftliche und ergänzende Dienstleistungen und Betreuungsangebote
- teilstationäre und stationäre Angebote (Tages-, Kurzzeitpflege, Pflegeheime), auch für spezielle Zielgruppen und Erkrankungsformen
- bürgerschaftliches Engagement, Vereinigungen, Selbsthilfegruppen und Interessengemeinschaften
- Bildung, Kultur, Aktivitäten und Sport

Anbieter sind gemeinnützige Vereine, Kommunen, Kirchen, Träger der freien Wohlfahrtspflege sowie private Dienstleister.
Derzeit gibt es im Neckar-Odenwald-Kreis innerhalb der Altenhilfe rund 80 Seniorenvereinigungen, rund 40 Selbsthilfegruppen, zwölf ambulante Pflegedienste, vier Tagesbetreuungsgruppen für Demenzkranke, sechs ambulante Hospizgruppen, 16 „betreute“ Wohnanlagen, zwei Tagespflegeeinrichtungen, 30 Pflegeheime (mit integrierter Kurzzeitpflege), drei Krankenhäuser, zwei psychiatrische Fachkliniken, zwei geriatrische Reha-Einrichtungen sowie ein flächendeckendes Netz an Beratungsstellen, Ärzten und Therapeuten.

### Bildungseinrichtungen

#### Schulen

Grund-, Haupt-, Real-, Privat- und Sonderschulen im Überblick

Grund- und Hauptschulen sind in allen Städten und nahezu in allen Gemeinden des Neckar-Odenwald-Kreises vor Ort. In den Zentralorten Mosbach und Buchen sind mehrere Grund- und Hauptschulen vorhanden, die deshalb auch einen Eigennamen führen.
In Mosbach sind dies die Wilhelm-Stern-, die Kurfürstin-Amalia- und die Waldsteige-Grundschule, sowie die Lohrtalschule und die Müller-Guttenbrunn-Schule als Grund- und Hauptschulen.
In Buchen befinden sich die Wimpina- und die Jakob-Mayer-Grundschule sowie die Karl-Trunzer-Hauptschule.
Realschulen sind in Buchen (Abt-Bessel-Realschule), Hardheim (Walter-Hohmann-Realschule), Mosbach (Pestalozzi-Realschule), Obrigheim, Osterburken und Walldürn (Konrad-von-Dürn-Realschule) zu finden. Außerdem sind den meisten Hauptschulen Werkrealschulen angegliedert.
Gymnasien als weiterführende Schulen können im Neckar-Odenwald-Kreis an fünf Standorten besucht werden. Allgemeinbildende Gymnasien sind das Auguste-Pattberg-Gymnasium und das Nicolaus-Kistner-Gymnasium Mosbach, das Burghardt-Gymnasium in Buchen, das Eckenberg-Gymnasium in Adelsheim sowie das Ganztagsgymnasium in Osterburken. Die Fachhochschulreife bzw. die allgemeine Hochschulreife (Abitur) können außerdem auf dem Biotechnischen (BTG) und Ernährungswissenschaftlichen (EG) Gymnasium der Augusta-Bender-Schule Mosbach, auf dem Technischen Gymnasium der Zentralgewerbeschule Buchen oder der Kreisgewerbeschule Mosbach, auf dem Wirtschaftlichen Gymnasium der Ludwig-Erhard-Schule in Mosbach und der Frankenlandschule in Walldürn, sowie auf dem Sozialwissenschaftlichen Gymnasium der Hauswirtschaftlichen Schule Buchen erworben werden.
Privatschulen für Erziehungshilfe in Walldürn (Nardini-Schule) und Seckach (St. Bernhard-Schule) mit den Bildungsgängen Grund-, Haupt- und Förderschulen ergänzen das schulische Angebot im Neckar-Odenwald-Kreis. Dazu kommen die privaten sonderpädagogischen Bildungs- und Beratungszentren der Johannes-Diakonie in Mosbach:
- Johannesbergschule Mosbach (Förderschwerpunkte geistige Entwicklung und körperlich u. motorische Entwicklung),
- Schulkindergarten „Kleckse“ in Mosbach (mit Außengruppen) für geistigbehinderte oder körperbehinderte Kinder,
- Klinikschule Mosbach (Kinder- und Jugendpsychiatrie) an der Diakonie-Klinik Mosbach (für Schüler in längerer Krankenhausbehandlung),
- Schwarzbachschule in Schwarzach (Förderschwerpunkte geistige Entwicklung, körperliche und motorische Entwicklung sowie emotionale und soziale Entwicklung)
- Schulkindergarten „Vogelnest“ in Schwarzach (mit Außengruppen) für geistigbehinderte oder körperbehinderte Kinder

Sonderpädagogische Bildungs- und Beratungszentren mit dem Förderschwerpunkt Lernen wurden für Schüler, die aus verschiedenen Gründen nicht so schnell lernen können, in Aglasterhausen (Gebrüder-Grimm-Schule), Buchen (Meister-Eckehart-Schule), Osterburken (Astrid-Lindgren-Schule) und in Mosbach (Hardbergschule) eingerichtet.
Der Neckar-Odenwald-Kreis ist Schulträger des Ganztagsgymnasiums Osterburken sowie folgender beruflichen Schulen:
- Kreisgewerbeschule Mosbach,
- Ludwig-Erhard-Schule (Kaufmännische Schule) Mosbach,
- Augusta-Bender-Schule (Landwirt-, Sozial- und Hauswirtschaftliche Schule) Mosbach,
- Zentralgewerbeschule Buchen,
- Hauswirtschaftliche Schule Buchen,
- Kreislandwirtschaftsschule Buchen,
- Frankenlandschule (Kaufmännische Schule) in Walldürn,

und folgender sonderpädagogischer Bildungs- und Beratungszentren:
- Schule für Sprachbehinderte Buchen,
- Alois-Wißmann-Schule Buchen (Förderschwerpunkt geistige Entwicklung),
- Schulkindergarten Pusteblume für geistig-, körper- und sprachbehinderte Kinder in Buchen.

#### Duale Hochschule
In Mosbach befindet sich die Duale Hochschule Baden-Württemberg Mosbach mit einer Außenstelle in Bad Mergentheim. In einem Dualen Studium, in dem je zur Hälfte von der Hochschule und von einem Unternehmen in der Wirtschaft ausgebildet wird, werden zahlreiche Studiengänge aus den Bereichen Wirtschaft und Technik angeboten. Dabei können auch Studiengänge belegt werden, die von vorneherein international ausgerichtet sind. Es können die Abschlüsse Bachelor of Engineering im Bereich Technik, Bachelor of Arts im Bereich Wirtschaft und Bachelor of Science im Bereich der informatikorientierten Studiengänge erlangt werden.

#### Musikschulen
Die Musikschulen Mosbach, Buchen, Walldürn und Hardheim bieten ein breit gefächertes Unterrichtsangebot von der musikalischen Früherziehung bis hin zum Einzel- und Gruppenunterricht für Schüler, Jugendliche und Erwachsene.

#### Erwachsenenbildung
Die Erwachsenenbildung im Neckar-Odenwald-Kreis wird vor allem durch die Volkshochschulen Mosbach und Buchen gepflegt. Sie bieten vielfältige Kurse und Seminare aus allen Lebens- und Bildungsbereichen, vom Hobby bis zur beruflichen Qualifikation an. Die Volkshochschule Mosbach bietet in Zusammenarbeit mit der Pestalozzi-Realschule Mosbach regelmäßig eine Abendrealschule an.
Finanziell getragen werden die Volkshochschulen vor allem durch die Gemeinden und den Neckar-Odenwald-Kreis.
Daneben bündelt das Wirtschaftsministerium Baden-Württemberg weitere überbetriebliche und öffentliche Kurse und Lehrgänge regionaler Bildungsanbieter im Neckar-Odenwald-Kreis in dem Programmheft Fit durch Fortbildung.

### Sport- und Freizeiteinrichtungen
Der Neckar-Odenwald-Kreis bietet zahlreiche Sport- und Freizeitmöglichkeiten in naturbelassener Atmosphäre. Der Tourismus hat sich zu einem wichtigen Standbein der Wirtschaft entwickelt. Um die Angebote zu bündeln, zu verbessern und weiter auszubauen hat der Landkreis 1998 die Touristikgemeinschaft Odenwald (TGO) gegründet. Mitglied der TGO sind neben den Gemeinden des Neckar-Odenwald-Kreises auch Städte und Gemeinden der benachbarten Kreise (Heilbronn, Rhein-Neckar und Bergstraße) sowie der Hotel- und Gaststättenverband Neckar-Odenwald und die Anbietergemeinschaft Urlaub auf dem Bauernhof.

#### Golfplätze
Eingebettet in Wald und Wiesen entstanden in der reizvollen Lage des Neckar-Odenwald-Kreises drei Golfanlagen in Mudau (1993 – Golfclub Mudau, 92 ha), Ravenstein (1997 – Golfclub Kaiserhöhe, 112 ha) und in der Nähe von Walldürn (1987 – Golfclub Glashofen-Neusaß, 86 ha).
Jede Golfanlage bietet neben einem 18-Loch-Platz einen Kurzplatz, überdachte Driving Range, Putting Grün, Übungsbunker sowie ein Clubhaus mit Bewirtung.

#### Hochseilgärten
Die Hochseilgärten auf dem Waldgelände in Walldürn-Rippberg (Forest Jump) und in Mudau-Steinbach (Eventure Park) sind eine Kombination von Naturseilgärten, bei denen die Übungen zwischen lebenden Bäumen angebracht werden, und frei gebauten Anlagen. Neben der erlebten Natur geht es um wertvolle Erfahrungen im Hinblick auf Teamwork, Kommunikation, Kooperation, Sozialkompetenz, Selbstvertrauen, Grenzerfahrungen, kreative Problemlösung und natürlich auch um viel Spaß.

#### Wildparks und Tiergehege
Der Wildpark Schwarzach ist Teil des Naturparks Neckartal-Odenwald und des UNESCO-Geoparks. Der Wildpark beherbergt ca. 400 exotische und einheimische Tiere auf einer Fläche von etwa fünf Hektar. Ob beim Bewundern zahlreicher Jungtiere, dem Füttern der Tiere, einer Fahrt mit der kleinen Park-Eisenbahn oder beim Spielen auf dem großen Spielplatz – ein Aufenthalt im Wildpark ist für Kinder ein interessantes Erlebnis.
Die Greifenwarte auf der Burg Guttenberg in Neckarmühlbach zeigt Flugvorführungen freifliegender Eulen, Adler und Geier. Im Geierhof, dem Eulengraben und auf dem Adlerring können etwa 100 Greifvögel und Eulen aus nächster Nähe bestaunt werden. Die freie Anbindehaltung, ohne störende Gitter, ermöglicht einen ungewohnten Blickkontakt zu den Vögeln.
Weitere Tier- bzw. Wildgehege sind in Walldürn im Marsbachtal, im Hasenwald in Hettingen, in Neckargerach und in Binau zu finden.

#### Lehr- und Erlebnispfade
Der Naturpark Neckartal-Odenwald e. V. hat in Zusammenarbeit mit den Naturparkgemeinden und den Forstämtern insgesamt 40 Lehr- und Erlebnispfade mit unterschiedlicher Thematik und direkter Begegnung mit der Natur angelegt.
Ein Geologischer Lehrpfad in Waldbrunn zu finden. Im ehemaligen Steinbruch am Katzenbuckelsee beginnt der Weg der Kristalle, der die Entstehungsgeschichte des Katzenbuckels erläutert.
Einen Einblick in das vielfältige Beziehungsgefüge der Lebensgemeinschaft Wald verschaffen die Waldlehrpfade in Adelsheim, Buchen, Eberstadt, Fahrenbach, Hettigenbeuern, Hettingen, Mosbach, Neckargerach, Rosenberg, Waldbrunn, Waldkatzenbach und Walldürn. Auf den Rundwanderungen informieren Schautafeln unter anderem über die Baumarten des heimischen Waldes, die verborgene Welt des Waldbodens, das nächtliche Leben des Waldes, der Pilze und Mikroorganismen und die komplexen Zusammenhänge des Ökosystems Wald.
Der Weinlehrpfad in Neckarzimmern veranschaulicht die lange Tradition des Weinbaus im Neckartal und gibt einen Überblick über die vielfältigen Rebsorten, die angebaut werden.
Bachlehrpfade entlang der Seckach in Seckach-Zimmern und durch das Trienzbachtal in Elztal-Dallau erläutern den Lebensraum im Bach und am Bachufer. Eine Archimedische Schraube und andere Stationen gehören zum interaktiven Angebot des Lehrpfads in Zimmern.
Die Landwirtschaftlichen Lehrpfade in Hüffenhardt-Kälbertshausen und zwischen Neckarzimmern und Mosbach-Neckarelz informieren über naturkundliche, biologische, tier- und pflanzenökologische Bereiche.
Der Binauer Apfelgarten und der Obstbaumweg in Seckach-Großeicholzheim stellen viele regionaltypische Apfelsorten sowie die Vielfalt an heimischen Obstsorten von Apfel-, Birne, Zwetschgen und Kirschbaum vor.
Der Limeslehrpfad nördlich von Walldürn begleitet den obergermanischen Limes auf 2,2 km.
Auf den Spuren der Römer können Geschichtstafeln über die Zeit der Römer im Odenwald, Fundamente des Wachturms Steinernes Haus und die Teilrekonstruktion einer Palisade besichtigt werden. Auch auf dem Limeslehrpfad in Mudau, wo der heutige Odenwaldlimes teilweise verläuft, sind zahlreiche Überreste der Limesanlage sowie die Kastelle in Schloßau und Scheidental zu sehen.

#### Flugplätze
Im Neckar-Odenwald-Kreis bestehen verschiedene Möglichkeiten, um in die Lüfte aufzusteigen.
Der Flugplatz Walldürn ist als Verkehrslandeplatz klassifiziert und wird vom Flugsportclub Odenwald Walldürn, Bau- und Betriebs GmbH Flugplatz Walldürn betrieben.
Der Flugplatz Mosbach-Lohrbach ist ebenfalls als Verkehrslandeplatz klassifiziert und wird von der Sigmund Flugtechnik betrieben.
Hier kann mit Helicopter, Motorsegler, Segelflugzeug, Ballon, Ultraleichtflugzeug oder mit Motorgleitschirm gestartet werden.
Das Segelfluggelände Schreckhof auf dem Hamberg nordwestlich von Mosbach ist in zwei unterschiedliche Ebenen aufgeteilt. Das obere Landefeld liegt diagonal zur Startbahn auf dem oberen Plateau und dient hauptsächlich für den Motorseglerbetrieb. Die Landung erfolgt über den niedrigeren Wald. Der Segelflugbetrieb findet auf dem unteren Landefeld statt. Der Flugplatz wird von der Fliegergruppe Mosbach e. V. betrieben.
Der Flugplatz in Osterburken (Ortsteil Schlierstadt) dient ausschließlich dem Fallschirmspringen. Hier kann das Fallschirmspringen erlernt oder bei einem Tandemsprung einfach nur genossen werden. Zwei Cessna-Flugzeuge bringen die Fallschirmspringer auf eine Absetzhöhe von bis zu 4000 Meter.

#### Histotainmentpark Adventon
Neben dem ehemaligen Hofgut Marienhöhe des Fürsten zu Leiningen mit Herrenhaus, Brunnenhäuschen und Maschinenhalle entsteht in Osterburken seit 2004 eine mittelalterliche Stadt, der Histotainmentpark Adventon. Auf über 12 Hektar wird mit den Mitteln der experimentellen Archäologie ein Museumspark mit mittelalterlichem Markt, Kinderfest, Festival der Spielleute, Bogenturnier, Ritterspiele, Workshops, Deutschlands erste Messe für Reenactment und Histotainment, uvm. errichtet. In Kursen kann mittelalterliches Handwerk und Kampftechniken mit Schwert, Schild und Langstock erlernt werden. Der Park ist an den Sonntagen und Feiertagen von April bis Oktober geöffnet. Zusätzlich finden Veranstaltungen mit zusätzlichen themenspezifischen Highlights statt.

### Behörden und Gerichte
Das Landratsamt des Neckar-Odenwald-Kreises hat seinen Sitz in Mosbach mit Außenstelle in Buchen. In Mosbach ist ein Landgericht sowie die Staatsanwaltschaft und eine Polizeidirektion ansässig. Amtsgerichte befinden sich in Adelsheim, Buchen und Mosbach, die zum Landgerichtsbezirk Mosbach gehören. Zum Landesgerichtsbezirk gehören insgesamt acht Notariate. Davon liegen fünf Notariate mit Adelsheim, Aglasterhausen, Buchen, Mosbach und Walldürn im Neckar-Odenwald-Kreis.
Die Justizvollzugsanstalt in Adelsheim für männliche Jugendstrafgefangene wurde 1974 neu erbaut. 1979 kam das Gerichtsgefängnis in Mosbach als Außenstelle der JVA hinzu.
Geschäftsstellen der Bundesagentur für Arbeit Tauberbischofsheim befinden sich in Mosbach und Buchen, die im Rahmen einer Arbeitsgemeinschaft mit dem Neckar-Odenwald-Kreis geführt werden (Neckar-Odenwald-Arbeitsgemeinschaft – kurz: NOA).
Das Finanzamt hat seinen Sitz in Mosbach mit einer Außenstelle in Walldürn.

### Bundeswehr
Die Bundeswehr ist ein wesentlicher Wirtschaftsfaktor im Neckar-Odenwald-Kreis und zählt zusammen mit der Johannes-Diakonie und dem Landkreis zu den größten Arbeitgebern. Die Bundeswehrstandorte sind Hardheim, Neckarzimmern und Walldürn.
Hardheim ist mit Unterbrechung seit 1966 Garnisonsgemeinde. In der Carl-Schurz-Kaserne waren unter anderem das Panzerflugabwehrkanonenbataillon 12, das 3. und 4. Instandsetzungsbataillon 12 und die Drohnenbatterie 12, die leichte Flugabwehrraketenbatterie 300, das Sanitätszentrum, ein Materiallager und Teile des Bundeswehrdienstleistungszentrums Ellwangen stationiert. Am 26. Oktober 2011 wurde bekannt, dass der Standort im Rahmen der Bundeswehrstrukturreform geschlossen wird. Nachdem im Frühjahr 2016 die letzten Soldaten die Carl-Schurz Kaserne verlassen hatten und die Gebäude zwischenzeitlich als Erstaufnahmeeinrichtung für Flüchtlinge diente, werden seit Oktober 2017 wieder vier Gebäude durch die Bundeswehr für eine Spezialeinheit in Kompaniestärke des in Calw beheimateten Kommandos Spezialkräfte (KSK) genutzt. Damit ist die Kaserne in Hardheim bundesweit der bislang einzige Bundeswehrstandort, dessen 2011 verkündete Schließung zumindest teilweise rückgängig gemacht wurde.
Die Nibelungenkaserne in Walldürn beheimatet das Logistikbataillon 461. Außerdem sind Teile der Standortverwaltung Ellwangen dort untergebracht. Ein Munitionsdepot befindet sich im Stadtteil Altheim. Auch dieses wird im Jahre 2017 geschlossen.
In Neckarzimmern befindet sich eine Ausbildungswerkstatt (AusbWkst) der Bundeswehr. Die Luftwaffeninstandhaltungsgruppe 11 wurde mit Ablauf des Jahres 2008 aufgelöst. Zwischen der AusbWkst und der Kreisgewerbeschule Mosbach (GSM) besteht eine enge Kooperation. Daher ist Mosbach einer der Standorte landesweit, an dem der Beruf Elektroniker für Geräte und Systeme mit der Fachrichtung Funktechnik ausgebildet wird.
In Neckarzimmern ist eine Außenstelle des Bundeswehr-Dienstleistungszentrums Bruchsal eingerichtet.
Patenschaft des Neckar-Odenwald-Kreises für das Panzerbataillon 363 in Hardheim
Der Kreistag des Neckar-Odenwald-Kreises hat am 20. Februar 2019 in öffentlicher Sitzung mit überwältigender Mehrheit der Übernahme einer offiziellen Patenschaft für das neue Panzerbataillon 363 in Hardheim zugestimmt.
Am 26. Oktober 2011 hatte der damalige Verteidigungsminister Thomas de Maizière u. a. die Schließung der Kaserne und des Materiallagers auf dem Wurmberg als Bestandteil des Stationierungskonzepts der Bundeswehrreform bekannt gegeben. Am 2. November 2017 wurde die Carl-Schurz-Kaserne in Hardheim allerdings wieder offiziell reaktiviert. Entgegen den Planungen überarbeitete das Verteidigungsministerium das Stationierungskonzept aufgrund veränderter sicherheitspolitischer Rahmenbedingungen. So kündigte am 6. Dezember 2018 die damalige Bundesverteidigungsministerin Ursula von der Leyen bei einem Besuch des Ausbildungszentrums Munster an, dass die Bundeswehr ein 6. Panzerbataillon in Hardheim aufstellen wird.
Am 1. Oktober 2021 wurde die Patenschaft im Rahmen eines feierlichen Appells anlässlich der Aufstellung der 2. Kompanie offiziell übernommen. Symbolisches Zeichen der Patenschaftsbegründung der war die Pflanzung zweier Blutbuchen am 1. Oktober vor dem Kasinogebäude in der Carl-Schurz-Kaserne gepflanzt und am 19. Oktober vor dem Landratsamt in Mosbach.

## Kunst und Kultur

### Limes
Der Neckar-Odenwald-Kreis wird von zwei römischen Limes-Anlagen durchzogen – dem Neckar-Odenwald-Limes und dem Obergermanisch-Raetischen Limes. Beide verlaufen von Norden nach Süden und von beiden sind gut restaurierte Reste von Kastellen, Wachttürmen, Schanzen, Siedlungen und Römerstraßen erhalten. Der Neckar-Odenwald-Limes liegt westlicher und durchschneidet den Naturpark Neckartal-Odenwald von Mudau-Schloßau bis nach Mosbach-Bergfeld. Der Obergermanisch-Raetische Limes berührt den Neckar-Odenwald-Kreis nordöstlich von Walldürn und erstreckt sich im Neckar-Odenwald-Kreis bis nach Osterburken. Er wurde im Jahr 2005 als Bodendenkmal zum UNESCO-Weltkulturerbe erklärt. Besonders sehenswert am Obergermanisch-raetischen Limes sind der Limeslehrpfad nördlich von Walldürn und das Römermuseum Osterburken, ein Zweigmuseum des Archäologischen Landesmuseums Baden-Württemberg.

### Burgen und Schlösser
Die Burgenstraße, die zu den traditionsreichsten Ferienstraßen Deutschlands zählt, führt durch das Neckartal an folgenden Burgen und Schlösser des Neckar-Odenwald-Kreises vorbei:
- Burg Zwingenberg (Zwingenberg)
- Burg Guttenberg (Haßmersheim-Neckarmühlbach)
- Burg Hornberg (Neckarzimmern)
- Minneburg (Neckargerach)
- Burg Dauchstein (Binau)

Abseits der Burgenstraße sind im Neckar-Odenwald-Kreis folgende Burgen und Schlösser vorhanden:
- Burg Lohrbach (Mosbach-Lohrbach)
- Burgruine Schweinberg (Hardheim)
- Schloss Hardheim
- Schloss Neuburg (Obrigheim)
- Schloss Waldleiningen (Mudau)

### Museen
Zur Bewahrung des kulturellen Erbes bestehen im Neckar-Odenwald-Kreis rd. 40 Museen, Heimatstuben und sonstige Sammlungen. Als Ansprechpartner und Berater beschäftigt der Neckar-Odenwald-Kreis als einer von zwei Landkreisen in Baden-Württemberg einen Museumsbeauftragten.
Als überregional bedeutsam ist vor allem das Odenwälder Freilandmuseum Gottersdorf zu nennen. Ein gemeinsamer „Museumsführer“ für die Odenwald-Kreise (Neckar-Odenwald-Kreis, Odenwaldkreis, Landkreis Miltenberg) enthält eine Vielzahl von Heimatmuseen mit der Darstellung der verschiedenen Lebens-, Arbeits- und Berufsbereiche. Auch die Geschichte des römischen Grenzwalls „Limes“ ist anhand örtlich vorhandener Ausgrabungen und Relikte in den Museen Osterburken und Elztal-Neckarburken interessant dargestellt.

### KZ-Gedenkstätte
Die KZ-Gedenkstätte in Mosbach-Neckarelz in der Comenius-Förderschule vermittelt zusammen mit dem Geschichtslehrpfad „Goldfisch“ Eindrücke über den Alltag der KZ-Häftlinge und Zwangsarbeiter, die bei Neckarelz in der unterirdischen Rüstungsproduktion eingesetzt waren.

### Kunst
- Skulpturenpark in Seckach
- Skulpturenradweg Bauland-Odenwald
- Kunstverein Neckar-Odenwald

### Theater
Das umfangreichste Theaterangebot im Neckar-Odenwald-Kreis bietet die Badische Landesbühne Bruchsal (BLB) mit ihren Spielorten in Buchen, Hardheim, Mosbach, Mudau, Osterburken und Walldürn.

### Regelmäßige Veranstaltungen

#### Kulturtage
Jährlich werden eigene Kulturtage des Landkreises – die Neckar-Odenwald-Tage – abwechselnd in den verschiedenen Städten und Gemeinden veranstaltet. Die Neckar-Odenwald-Tage finden Ende September bis Anfang Oktober statt.
Mit den sechs themenspezifischen Veranstaltungen Historikertag, Kreisseniorentag, Frauenveranstaltung, Kinder- und Jugendtag, Gesundheitstag und Kreiserntedankfest werden ganz unterschiedliche Personenkreise angesprochen.

#### Neckar & Elz Aktiv
Die „Neckar & Elz Aktiv“ ist eine regionale Verbraucher- und Wirtschaftsmesse auf dem Messplatz in Mosbach-Neckarelz. Die Messe findet seit 1998 jährlich im April an vier Tagen statt. Auf dem rund 7.500 m² großen Gelände sind etwa 160 Aussteller unterschiedlichster Branchen vertreten.

#### Natürlich Mobil
Im Rahmen des Aktionstages in Baden-Württemberg „Mobil ohne Auto“ findet im Neckartal seit 1999 jährlich am dritten Sonntag im Juni auf einer der längsten Sperrstrecken (34 km) in Baden-Württemberg „Natürlich Mobil“ statt. An diesem Tag wird die B 27 zwischen Mosbach und Heilbronn für den Autoverkehr gesperrt. Die Besucher haben die Möglichkeit die Strecke alternativ mit Fahrrad, Inline-Skates, Bus, Bahn oder dem Schiff zurückzulegen. Die beteiligten Landkreise, Kommunen, Allgemeinen Ortskrankenkassen (AOK) sowie die örtlichen Vereine und Firmen organisieren entlang der Strecke ein abwechslungsreiches Programm mit Spiel, Spaß und Sport für die ganze Familie.

#### Schützenmarkt Buchen
Der Buchener Schützenmarkt ist das traditionelle Volksfest der gesamten Region. Er findet alljährlich in der ersten Septemberwoche als bedeutender Verkaufs- und Vergnügungsmarkt statt. Veranstaltet wird der Schützenmarkt vom ältesten Buchener Verein, dem Schützenverein, der im Jahr 1822 als Bürgergarde gegründet wurde.

#### Frühlingsfest Mosbach
Das Frühlingsfest in Mosbach findet seit 1974 jährlich am Muttertagswochenende statt und hat inzwischen Traditionsstatus erreicht. Neben einem großen Fuhrpark der Schausteller findet in den Straßen und Gassen der Innenstadt ein reges „Markttreiben“ statt. Die Gewerbetreibenden bauen Stände vor ihren Geschäften auf, die Gastronomen und Vereine bewirten die Besucher mit unterschiedlichsten Köstlichkeiten. Als Festplatz hat sich der Marktplatz etabliert. Die dort aufgebaute Showbühne steht für diverse Auftritte regionaler und überregionaler Bands zur Verfügung. Veranstaltet und vermarktet wird das Frühlingsfest von der Werbegemeinschaft Mosbach Aktiv e. V.

## Städte und Gemeinden
(Einwohner am 31. Dezember 2024)
| Städte 1. Adelsheim (5.207) 2. Buchen (Odenwald) (18.226) 3. Mosbach, Große Kreisstadt (24.459) 4. Osterburken (6.639) 5. Ravenstein (2.999) 6. Walldürn (11.614) Vereinbarte Verwaltungsgemeinschaften und Gemeindeverwaltungsverbände 1. Gemeindeverwaltungsverband Hardheim-Walldürn mit Sitz in Walldürn; Mitgliedsgemeinden: Stadt Walldürn und Gemeinden Hardheim und Höpfingen 2. Vereinbarte Verwaltungsgemeinschaft Haßmersheim-Hüffenhardt mit Sitz in Haßmersheim; Mitgliedsgemeinden: Haßmersheim und Hüffenhardt 3. Gemeindeverwaltungsverband Kleiner Odenwald mit Sitz in Aglasterhausen; Mitgliedsgemeinden: Aglasterhausen, Neunkirchen und Schwarzach 4. Vereinbarte Verwaltungsgemeinschaft Limbach-Fahrenbach mit Sitz in Limbach; Mitgliedsgemeinden: Limbach und Fahrenbach 5. Vereinbarte Verwaltungsgemeinschaft der Stadt Mosbach mit den Gemeinden Elztal, Neckarzimmern und Obrigheim 6. Gemeindeverwaltungsverband Neckargerach-Waldbrunn mit Sitz in Neckargerach; Mitgliedsgemeinden: Binau, Neckargerach, Waldbrunn und Zwingenberg 7. Gemeindeverwaltungsverband Osterburken mit Sitz in Osterburken; Mitgliedsgemeinden: Städte Osterburken und Ravenstein sowie Gemeinde Rosenberg 8. Gemeindeverwaltungsverband Schefflenztal mit Sitz in Schefflenz; Mitgliedsgemeinden: Billigheim und Schefflenz 9. Gemeindeverwaltungsverband Seckachtal mit Sitz in Adelsheim; Mitgliedsgemeinden: Stadt Adelsheim und Gemeinde Seckach | Gemeinden 1. Aglasterhausen (4.825) 2. Billigheim (6.063) 3. Binau (1.323) 4. Elztal (5.814) 5. Fahrenbach (2.636) 6. Hardheim (6.802) 7. Haßmersheim (5.052) 8. Höpfingen (3.067) 9. Hüffenhardt (2.077) 10. Limbach (4.513) 11. Mudau (4.936) 12. Neckargerach (2.266) 13. Neckarzimmern (1.407) 14. Neunkirchen (1.829) 15. Obrigheim (5.357) 16. Rosenberg (2.021) 17. Schefflenz (3.933) 18. Schwarzach (2.925) 19. Seckach (3.978) 20. Waldbrunn (4.670) 21. Zwingenberg (625) |

## Kfz-Kennzeichen
Am 1. Januar 1973 wurde dem baden-württembergischen Odenwaldkreis (jetzt Neckar-Odenwald-Kreis) das seit dem 1. Juli 1956 für den Landkreis Mosbach gültige Unterscheidungszeichen MOS zugewiesen. Es wird durchgängig bis heute ausgegeben.
Mit Einführung der Dokumentenscanner im Jahr 2008 konnten alle Serien geöffnet werden und somit wurde zudem die Kombination ein Buchstabe und vier Zahlen für die Bürgerinnen und Bürger des Neckar-Odenwald-Kreises verfügbar.
Seit dem 25. Februar 2013 ist in Zusammenhang mit der Kennzeichenliberalisierung auch das Unterscheidungszeichen BCH (Buchen (Odenwald)) erhältlich. Dies ist ebenfalls bis heute durchgängig verfügbar.